# Förr var jag blind, men nu jag ser
Förr var jag blind, men nu jag ser är en körsång med text och musik från 1939 av officeren i Frälsningsarmén Kristian M Fristrup.

## Publicerad i
- Frälsningsarméns sångbok 1968 som nr 97 i körsångsdelen under rubriken "Jubel och strid".
- Frälsningsarméns sångbok 1990 som nr 826 under rubriken "Glädje, vittnesbörd, tjänst".
- Sångboken 1998 som nr 166.